# Arnold Gehlen
Pour les articles homonymes, voir Gehlen.
Arnold Gehlen (né en 1904 et mort en 1976) est un anthropologue et sociologue allemand.

## Biographie
Il est le principal représentant de l'anthropologie philosophique qui se développe dans le sillage des derniers ouvrages du philosophe et sociologue Max Scheler et du philosophe et anthropologue Helmuth Plessner.
Gehlen développe une anthropologie en rupture avec les catégories de la métaphysique traditionnelle qui envisage l'homme comme un « être de culture » par nature (Der Mensch). Les travaux de Gehlen portent principalement sur la notion de technique, sur les institutions et sur les effets de la société industrielle sur la vie humaine (études qu'il qualifie de « psychosociologiques »).
Les travaux de Gehlen ont connu un succès considérable durant les années 1950-60 et ont donné lieu à de nombreux débats, notamment avec les représentants de l'École de Francfort. Si la contribution de Gehlen aux sciences de l'homme ne fait aucun doute, elle reste toutefois controversée en raison de sa compromission avec le régime nazi lors de la Seconde Guerre mondiale[réf. nécessaire].
Selon Arnold Eckhart, « Pendant le régime hitlérien, Gehlen était un fervent partisan du national-socialisme. Il était membre du parti nazi depuis le 1er mai 1933 ; outre le soutien philosophique et idéologique qu'il apporta au régime, sa participation active se limita à un mandat de deux semestres en tant que responsable d'une association d'enseignants. Cependant, Gehlen avait également de bonnes raisons d'avoir une haute estime pour les nazis, car il devait sa carrière fulgurante pendant cette période, qui le conduisit à des chaires prestigieuses à Königsberg (1936) et à Vienne (1940), au soutien de l'administration nazie. En général, les nazis offraient de nombreuses opportunités attrayantes aux jeunes universitaires ambitieux en chassant les scientifiques juifs et opposants méritants des universités. Dans ses écrits de cette période (y compris la première édition de « Der Mensch », on trouve de nombreux échos du national-socialisme. Pendant un certain temps, Gehlen a même caressé l'idée de créer une « philosophie national-socialiste », mais un fragment écrit en 1935, dans lequel Gehlen tente une sorte de racisme philosophique, est resté dans son tiroir.  L'anthropologie de Gehlen est incompatible avec le racisme, mais sa théorie institutionnelle contient implicitement une forte option pour la société fermée. Et même si Gehlen est devenu plus tard fondamentalement opposé aux revendications totalitaires auxquelles il avait été si enclin sous le national-socialisme, ce qui trouve son expression, entre autres, dans le pluralisme éthique construit dans « Moral et hypermorale », Gehlen a conservé nombre de ses convictions fondamentales national-socialistes. » https://eckhartarnold.de/papers/gehlen/node2.html#FN10
Sa théorie des institutions a influencé considérablement l'œuvre des sociologues Helmut Schelsky et, plus récemment, Niklas Luhmann, dans le cadre de sa théorie de la complexité.

## Ouvrages

### Ouvrages traduits en français
- Morale et hypermorale, Paris, Krisis, 2023, 278 p., trad. François Poncet, préf. Armin Mohler  (ISBN 978-2-4938-9858-6).
- L'Homme : sa nature et sa position dans le monde, Paris, Gallimard, 2021, 608 p., trad. Christian Sommer,  (ISBN 978-2-0701-3786-2).
- Essais d'anthropologie philosophique (Essai), Paris, Ed. de la Maison des Sciences de l'Homme, coll. « Bibliothèque allemande », 2010, 190 p. (ISBN 978-2-7351-1268-5, BNF 42131830).
- Anthropologie et psychologie sociale, Paris, PUF, coll. « Philosophie d'aujourd'hui », 1990 (ISBN 978-2-13-042782-7).

### Ouvrages en allemand
- Theorie der Willensfreiheit ("Théorie du libre vouloir ou libre arbitre") (1933)
- Idealismus und Existentialphilosophie ("Idéalisme et philosophie existentielle") (1933)
- Deutschtum und Christentum bei Fichte ("Le germanisme et le christianisme selon Fichte") (1935)
- Der Staat und die Philosophie ("L'État et la philosophie") (1935)
- Der Mensch. Seine Natur und seine Stellung in der Welt ("L'homme. Sa nature et sa place dans le monde") (1940)
- Sozialpsychologische Probleme in der industriellen Gesellschaft ("Le problème psychosociologique dans la société industrielle") (1949)
- Macht einmal anders gesehen (1954)
- Urmensch und Spätkultur. Philosophische Ergebnisse und Aussagen (1956)
- Die Seele im technischen Zeitalter. Sozialpsychologische Probleme in der industriellen Gesellschaft (1957)
- Zeit-Bilder. Zur Soziologie une Ästhetik der modernen Malerei (1960)
- Über kulturelle Kristallisation ("La cristallisation de la culture") (1961)
- Anthropologische Forschung. Zur Selbstbegegnung und Selbstentdeckung des Menschen (1961)
- Studien zur Anthropologie und Soziologie ("Études d'anthropologie et de sociologie") (1963)
- Theorie der Willensfreiheit und frühe philosophische Schriften (1965)
- Moral und Hypermoral. Eine pluralistische Ethik ("Morale et hypermorale. Une éthique pluraliste") (1969)